# دیوید گریفیث
دیوید جفری گریفیث (به انگلیسی: David Jeffrey Griffiths)، فیزیک‌دان آمریکایی، نویسنده و استاد بازنشستهٔ کالج رید است.

او فارغ‌التحصیل رشتهٔ فیزیک از دانشگاه هاروارد است (کارشناسی ۱۹۶۴، کارشناسی ارشد ۱۹۶۶ و دکتری ۱۹۷۰).
گریفیث عمدتاً در مقام نویسندهٔ سه کتاب درسی مطرح مربوط به دوره کارشناسی فیزیک شناخته شده‌است. هم‌اکنون این کتاب‌ها به عنوان مرجع استاندارد آموزش پذیرفته شده و در بسیاری از دانشکده‌های فیزیک در سراسر دنیا به عنوان کتاب اصلی مورد استفاده قرار می‌گیرند. این سه کتاب با مشخصات زیر به فارسی ترجمه شده‌است:
آشنایی با الکترودینامیک، ترجمهٔ حسین فرمان، تهران، مرکز نشر دانشگاهی، ۱۳۸۲؛
آشنایی با ذرات بنیادی، ترجمهٔ حمیدرضا مشفق و سلیمه کیمیاگر، تهران، مرکز نشر دانشگاهی، ۱۳۸۵؛
آشنایی با مکانیک کوانتومی، ترجمهٔ حمیدرضا مشفق و سعید واشهری و فرشاد نژادستاری، تهران، نشر کتاب دانشگاهی، ۱۳۸۸.
گریفیث همچنین در سال ۱۹۹۷ جایزه رابرت میلیکان را که به دستاوردهای استثنایی در آموزش فیزیک اختصاص دارد دریافت کرد.

## کتاب‌ها
- آشنایی با ذرات بنیادی (ویراست دوم، ۲۰۰۸)

ناشر: جان وایلی و پسران
- آشنایی با مکانیک کوانتومی (ویراست سوم، ۲۰۱۸)

ناشر: دانشگاه کمبریج
- آشنایی با الکترودینامیک (ویراست چهارم، ۲۰۱۳)

ناشر: ادیسون-وایسلی